# Anwendungsspezifische integrierte Schaltung
Eine anwendungsspezifische integrierte Schaltung (englisch application-specific integrated circuit, ASIC, auch Custom Chip) ist ein integrierter Schaltkreis, dessen elektronische Schaltung speziell für ein eng umgrenztes Feld von Anwendungen entwickelt wurde und nur dort sinnvoll einsetzbar ist, etwa eine einzelne Produktlinie. Die Funktion eines ASICs ist nach der Herstellung nicht mehr veränderbar. Bei der Herstellung entstehen zunächst hohe Einmalkosten (z. B. Fotomasken), die Folgekosten fallen gering aus.
ASICs werden weltweit von vielen Herstellern nach Kundenanforderung gefertigt und normalerweise nur an diese geliefert. Dadurch unterscheidet sich die ASIC von anderen Mikrochips. Wird ein als ASIC entwickelter Baustein am Markt verkauft, spricht man häufig von einem anwendungsspezifischen Standardprodukt (ASSP).

## Beschreibung

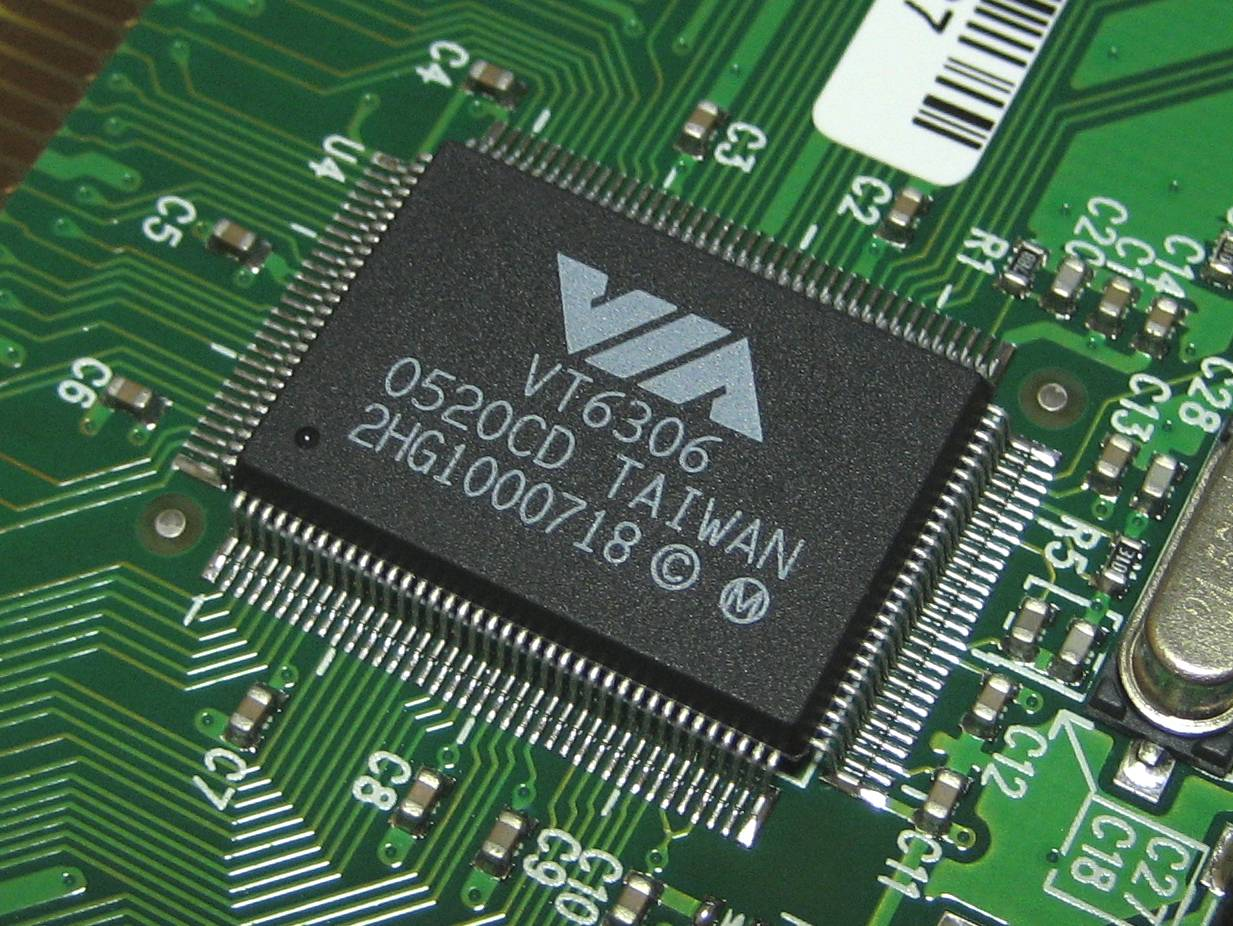
ASIC auf einer Leiterplatte.

Rein digitale ASICs integrieren eine große Zahl von Logikfunktionen, die sonst aus diversen Standardbausteinen wie Prozessor, Logikfamilien (z. B. 74xx) oder ähnlichen Bausteinen zusammengestellt werden müssten. Mixed-Signal-ASICs bestehen aus digitalen und analogen Funktionen. Dabei bestimmen die analogen Schaltungen wie z. B. Analog-Digital-Wandler, PLLs, rauscharme Verstärker, Hochstromtreiber etc. die Zieltechnologie (Strukturgröße).
ASICs werden vor allem für in Großserien gebaute Geräte zur Kostensenkung verwendet. Ein Großteil der heutzutage hergestellten Chips sind anwendungsspezifisch, wie zum Beispiel die Prozessoren in Mobiltelefonen zur Kodierung von Signalen oder zur Aufbereitung von Daten. Der Unterschied zu PLDs und Field Programmable Gate Arrays besteht darin, dass die Funktionalität des ICs vom Endkunden vor der Herstellung bereits eindeutig festgelegt werden muss, da die Schaltung später nicht mehr verändert werden kann. Es gibt auch ASIC-Varianten, auf denen Mikroprozessoren oder Signalprozessoren integriert sind (System-on-a-Chip), wodurch eine gewisse Flexibilität für den Anwender durch die darauf ablaufende Software erreicht werden kann.
Der Entwurf und die Verifikation sowie die Produktion von ASICs wird durch EDA-Software (Electronic Design Automation) unterstützt. Dabei wird die Funktion des Chips vor der Endfertigung mittels Schaltungssimulation geprüft.

### CPUs
CPUs (Intel Pentium, AMD Athlon etc.) sind hingegen „universelle integrierte Schaltungen“, die eine Vielzahl verschiedener Aufgaben bewältigen können. Das hat jedoch den Nachteil, dass diese Aufgaben nicht so optimal wie technisch möglich abgearbeitet werden: Energieverbrauch, Chip-Fläche, Taktfrequenz und andere Zielparameter sind in bestimmten Anwendungen höher als bei einem spezialisierten Baustein, der Datendurchsatz meist niedriger.

### ASIP
Ein Spezialfall einer CPU, die nur für eine bestimmte Aufgabe entworfen bzw. optimiert wird, nennt sich application-specific instruction-set processor (ASIP). Typischerweise handelt es sich bei derartigen Geräten auch um SoCs.

## Geschichte
Zu den ersten ASIC-Herstellern zählen die Unternehmen VLSI Technology und LSI Logic, welche die damals neuartigen computergestützten CAE-Konzepte und Methoden von Carver Mead und Lynn Conway wirtschaftlich umsetzten. Im Folgeverlauf der Entwicklungen der Halbleiterindustrie konnten viele ASIC-Designs auch auf FPGAs realisiert werden.

## Einteilung
Auf dem Markt sind verschiedene Lösungen für ASICs verfügbar. Die Konzepte lassen sich grob in folgende Gruppen einteilen:
1. vollständig kundenspezifischen ASIC: Nutzung von kundenspezifischen Logikblöcken deren Entwurf auf Transistorebene durch den Kunden erfolgt. Diese werden speziell für das Produkt platziert und verknüpft, daher sind alle Strukturierungsebenen produktspezifisch.
2. teilweise kundenspezifischen ASIC: wie vollständig kundenspezifische ASIC ergänzt um bereits erstellte Standard- oder Makrozellen (z. B. SRAM-Blöcke) des Herstellers.
3. Standardzellen-ASIC: ein kundenspezifisches Schaltungsdesign nur bestehend aus Logikzellen, die durch den Hersteller bereitgestellt wurden
4. Megazellen-ASIC: Sie sind ähnlich den Standardzellen-ASIC, sind aber deutlich komplexer und größer. Üblicherweise erfüllen sie Standardfunktionen, z. B. RAM-Blöcke, MPEG-Coder
5. Gate-Array-ASIC: vorkonfigurierte Standardgatter bzw. -Zellen, die auf Kundenwunsch nur noch in der Metallisierungsebene verknüpft werden.
  - Sea-of-Gates-ASIC: Sie sind ähnlich wie Gate-Arrays, weisen jedoch mehrere (kundenspezifische) Metallisierungsebenen auf, was eine komplexere Verschaltung der Zellen und dichtere Transistoranordnungen ermöglicht.

Diese Gruppen haben gemeinsam, dass zumindest ein mehr oder weniger großer Teil der Schaltkreise nach Kundenvorgabe mit der Herstellung festgelegt wird. Sie unterscheiden sich hinsichtlich der möglichen Konfigurationsmöglichkeiten durch den Kunden, Flächenbedarf, verfügbarer Gehäuse, Komplexität der Schaltung, Schaltgeschwindigkeit, Leistungsaufnahme etc., was sich letztlich in den Kosten der Fertigung bzw. des einzelnen Chips niederschlägt. So sind die weitgehend vorgefertigten Chips eine der kostengünstigsten Möglichkeiten ASIC zu fertigen. Sie weisen jedoch keine Optimierung für die entsprechende Anwendung auf. Vollständig kundenspezifische ASIC hingegen sind  durch den Schaltungsentwurf (meist beim Kunden) und entsprechender Wahl der Fertigungstechnik für die jeweilige Anwendung optimiert. Sie erfordern jedoch sehr hohen Aufwand bei der Erstellung und Verifikation.
Darüber hinaus werden manchmal auch FPGAs als ASIC bezeichnet. Mit einem FPGA wird üblicherweise verbunden, dass die kundenspezifische Schaltung erst beim Kunden in das Bauelement gebracht wird. Es gibt jedoch auch auf Kundenwunsch teilweise angepasste FPGA, bei denen bestimmte Baugruppen bereits bei der Herstellung kundenspezifische Anpassungen erhält. Dies schränkt in der Regel den Nutzungsbereich des kundenspezifischen FPGA ein, ermöglicht aber schnellere und günstigere Schaltungen für die entsprechende Anwendung.

## Vor- und Nachteile
Wegen der Anpassung ihrer Architektur auf ein spezifisches Problem arbeiten ASICs sehr effizient und um ein Vielfaches schneller als eine funktionsgleiche Umsetzung per Software in einem Mikrocontroller. In einem Smartphone hat das zum Beispiel den Vorteil, dass u. a. der Stromverbrauch verringert wird (höhere Akku-Laufzeiten), bei steigender Rechenleistung. Als modernes Beispiel sei hier der optimierte M1-Prozessor von Apple erwähnt oder historisch die Prozessoren der ehemaligen Centaur (seit 1999 Teil von VIA).
Durch ihre Exklusivität verhindern ASICs Nachbauten (Vorteil für den Hersteller).
Für Bastler und Service-Werkstätten sind ASICs oft ein großes Problem, da sie normalerweise nicht mehr produziert werden, nachdem die Herstellung eines Gerätes eingestellt wurde. Sind die Restbestände aufgebraucht, ist in der Regel eine Reparatur nur noch durch Entnahme der ASICs aus Geräten mit anderweitigen Defekten möglich.
Die großen Nachteile von ASICs sind vor allem bei kleinen und mittleren Stückzahlen die hohen Investitionskosten und in jedem Falle die längere Entwicklungszeit gegenüber einer Lösung derselben Aufgabenstellung mit diskreten Bauteilen und Standard-ICs oder auch mit programmierbaren Bauteilen wie FPGAs.

## Anwendung
ASICs finden Verwendung in vielen verschiedenen elektronischen Geräten, vom Radiowecker bis zum Hochleistungsrechner. Der Grund für die Entwicklung solcher ICs, welche oft sogar nur für eine einzige bestimmte Modellreihe entworfen werden, ist vor allem bei hohen Fertigungsstückzahlen die Kostenersparnis gegenüber dem Aufbau mit Standardbausteinen. In den Anfangszeiten der integrierten Schaltkreise waren ASICs eine Alternative zu einer Implementierung aus einzelnen Transistoren oder TTL-Bausteinen. Bei digitalen ASICs handelt es sich um ICs, die für einen speziellen Einsatzzweck entworfen wurden. Meist arbeiten diese Bausteine entweder platz-, verbrauchs-, kosten- oder leistungsoptimiert.
Beispiele:
- Grafikprozessoren
- Agnus (ASIC im Commodore Amiga)
- Sinclair Computer Logic
- Anwendung kryptographischer Algorithmen in Computersystemen, (siehe auch: Mining Rig)